# Vanilla perexilis
Vanilla perexilis é uma espécie de orquídea de hábito escandente e crescimento reptante que existe do Paraguai à região sul do Brasil. São plantas clorofiladas de raízes aéreas; sementes crustosas, sem asas; e inflorescências de flores de cores pálidas que nascem em sucessão, de racemos laterais.}}
Esta espécie pode ser reconhecida entre as Vanilla por apresentar caules comparativamente delgados, labelo claramente trilobado quase orbicular, de extremidade obtusa com 9 lamelas no disco, sobre fundo amarelado; folhas levemente membranáceas e reticuladas, ovaladas; e flores normalmente solitárias nas axilas das folhas, comparativamente menores, porém bem abertas; ovário mais ou menos roliço; e por seu hábito terrestre porém subindo nas árvores apoiada por suas raízes aéreas.